# Kreuz Ratingen-Ost
Kreuz Ratingen-Ost is een knooppunt in de Duitse deelstaat Noordrijn-Westfalen.
Op het knooppunt sluit de A44 van Mönchengladbach naar Ratingen aan op de A3 Nederlandse grens ten noordwesten van Elten-Oostenrijkse grens ten zuiden van Passau.

## Geografie
Het knooppunt ligt in het oosten van de stad Ratingen in de Kreis Mettmann. Nabijgelegen stadsdelen zijn Ratingen-Ost, Homberg en Eggerscheidt.
Het knooppunt ligt ongeveer 10 km ten noordoosten van het centrum van Düsseldorf, ongeveer 20 km ten zuidwesten van Essen en ongeveer 20 km ten noordwesten van Wuppertal. 

## Toekomst
Tussen 2016 en 2022 wordt de A44 oostwaarts verlengd vanaf het Kreuz Ratingen-Ost tot Velbert, zodat er een tweede snelwegverbinding tussen Düsseldorf en Essen ontstaat. Een verdere verlenging ten zuiden van Bochum langs wordt echter niet voorzien. Het Kreuz Ratingen-Ost zal dus in 2019 volledig zijn.

## Bijzonderheid
Op de A44 vormt het knooppunt een gecombineerde afrit met de afrit Ratingen-Ost.

## Verkeersintensiteiten
Dagelijks passeren ongeveer 135.000 voertuigen het knooppunt.
| Van                            | Naar                   | Gemiddeld aantal voertuigen per dag | Percentage vrachtverkeer |
| ------------------------------ | ---------------------- | ----------------------------------- | ------------------------ |
| AK Breitscheid (A 3)           | AK Ratingen-Ost        | 103.300                             | 12,0 %                   |
| AK Ratingen-Ost                | AS Mettmann (A 3)      | 124.500                             | 10,1 %                   |
| AS Ratingen-Schwarzbach (A 44) | AK Ratingen-Ost        | 040.300                             | 04,6 %                   |
| AK Ratingen-Ost                | AS Heiligenhaus (A 44) | keine Daten                         | keine Daten              |

## Richtingen knooppunt
| Aansluitende wegen                       | Aansluitende wegen | Aansluitende wegen             | Aansluitende wegen | Aansluitende wegen                    |
| ---------------------------------------- | ------------------ | ------------------------------ | ------------------ | ------------------------------------- |
|                                          |                    | richting Duisburg / Oberhausen |                    | richting Velbert / Essen (in aanbouw) |
|                                          |                    |                                |                    |                                       |
|                                          |                    |                                |                    |                                       |
|                                          |                    |                                |                    |                                       |
| richting Düsseldorf-Nord Mönchengladbach |                    | richting Düsseldorf-Süd Keulen |                    |                                       |